# Amerikanische Erdtauben
Die Amerikanischen Erdtauben (Geotrygon), auch Wachteltauben genannt, sind eine Gattung der Taubenvögel. Sie gehören zu der großen Gruppe der bodenbewohnenden Wildtauben und sind durch lange Beine gut an das Bodenleben angepasst. Ihr Verbreitungsgebiet erstreckt sich von Mittelamerika bis Südamerika. Nahe verwandt mit dieser Gattung ist die Kubataube, die ebenfalls den amerikanischen Kontinent bewohnt. Eine große Ähnlichkeit besteht auch mit der Gattung der Indopazifischen Erdtauben, die im südostasiatischen Raum vorkommt. Diese Ähnlichkeit beruht möglicherweise nicht auf einer engeren verwandtschaftlichen Beziehung, sondern ist wahrscheinlich durch eine konvergente Entwicklung zustande gekommen.

## Erscheinungsbild
Amerikanische Erdtauben sind langbeinige Tauben mit einer an Wachteln erinnernden Körperform. Sie werden deswegen auch als Wachteltauben bezeichnet. Sie erreichen eine Körpergröße zwischen 23 und 33 Zentimetern. Zu den kleinsten Arten gehört die Saphirtaube mit einer Körperlänge von 23 Zentimetern. Die größte Art ist die Peru-Wachteltaube, die eine Körpergröße von 33 Zentimetern erreicht. Die Beine sind bis über das obere Laufgelenk unbefiedert. Der Geschlechtsdimorphismus ist nur geringfügig ausgeprägt.

## Verhalten
Amerikanische Erdtauben sind stärker an ein Leben auf dem Boden gebunden als dies bei den Amerikanischen Kleintauben der Fall ist. Sie baumen allerdings zum Ruhen und Schlafen auf. Die Nahrung besteht aus Sämereien, Obst und Beeren. Tierische Nahrung in Form von Wirbellosen macht bei dieser Gattung einen höheren Anteil als bei anderen Arten aus.
Die Nester befinden sich am Boden oder niedrig im Gebüsch. Das Gelege besteht aus einem bis zwei Eiern. Die Nestlinge verlassen sehr frühzeitig das Nest.

## Arten
Zur Gattung der Amerikanischen Erdtauben werden in der Regel 15 Arten gezählt. Die Tuxtla-Wachteltaube wird von der IUCN als stark gefährdet (endangered) und die Gundlachtaube als gefährdet (vulnerable) eingestuft:
- Purpurrücken-Wachteltaube (Geotrygon lawrenci)
- Costa-Rica-Wachteltaube (Geotrygon costaricensis)
- Goldman-Wachteltaube (Geotrygon goldmani)
- Tuxtla-Wachteltaube, (Geotrygon carrikeri)
- Saphirtaube (Geotrygon saphirina)
- Gundlachtaube (Geotrygon caniceps)
- Jamaika-Erdtaube (Geotrygon versicolor)
- Weißgesicht-Wachteltaube (Geotrygon linearis)
- Chiriqui-Wachteltaube (Geotrygon chiriquensis)
- Veragua-Wachteltaube (Geotrygon veraguensis)
- Peru-Wachteltaube (Geotrygon frenata)
- Glanzerdtaube (Geotrygon chrysia)
- Schnurrbart-Erdtaube (Geotrygon mystacea)
- Violette Erdtaube (Geotrygon violacea)
- Bergtaube (Geotrygon montana)

Eine ausgestorbene Art ist die Puerto-Rico-Taube (Geotrygon larva).